# Sonny Fortune
Sonny Fortune, född 19 maj 1939 i Philadelphia, Pennsylvania, död 25 oktober 2018 i New York, var en amerikansk jazzsaxofonist och flöjtist. Fortune spelade med bland annat McCoy Tyner, Elvin Jones, Buddy Rich och Miles Davis. 

## Diskografi
- Long Before Our Mothers Cried (1974)
- Awakening (1975)
- Waves of Dreams (1976)
- Serengeti Minstrel (1977)
- Infinity Is (1978)
- With Sound Reason (1979)
- Laying It Down (1992)
- Monk's Mood (1993)
- Four In One (1994)
- A Better Understanding (1995)
- From Now On (1996)
- In the Spirit of John Coltrane (2000)
- Continuum (2003)
- You And The Night And The Music (2007)
- Last Night at Sweet Rhythm (2009)

med Miles Davis
- Get Up with It (1974)
- Big Fun (1975)
- Pangaea (1975)
- Agharta (1975)

med McCoy Tyner
- Sahara (1972)